# Onychogammarus (Onychogammarus) pygoacanthus
Onychogammarus (Onychogammarus) pygoacanthus is een vlokreeftensoort uit de familie van de Acanthogammaridae. De wetenschappelijke naam van de soort is voor het eerst geldig gepubliceerd in 1995 door Tachteew.